# 宮内知美
宮内 知美（みやうち ともみ、1975年1月24日 - ）は、日本のタレント、女優。
神奈川県横浜市出身。有限会社オールウエイズ所属。

## 来歴
1989年、第1回ミスチャンピオングランプリでデビュー。
週刊ファミ通 1994年7月29日号、No293の表紙を飾った。
グラビアアイドルとして活躍し、テレビ東京の深夜番組『出動!ミニスカポリス』の3代目ポリスとして知名度を上げたが、結婚を機に活動を休止。
離婚後の2007年9月に約10年ぶりとなるグラビアが雑誌『FLASH』などに掲載され活動を再開する。
2008年4月から競馬コミュニティサイト「ウマニティ」にてレギュラー出演し、業界内の競馬通としても知られるようになりこの頃にはラジオドラマ『NISSAN あ、安部礼司〜BEYOND THE AVERAGE』（JFN系）にも出演している。
2009年8月29日公開の映画『エッチを狙え!－イヌネコ。－』で初ヌードに挑戦、また福家書店サブナード新宿店で初ヌード写真集『coco』（ワニブックス）の発売記念イベントを行った。同年には阿久悠のトリビュートアルバム『Bad Friends』（ポニーキャニオン・2009年12月16日発売）で来栖あつこと共に「ペッパー警部」を歌唱している。
2010年、「ロマンポルノRETURNS」第2弾『後ろから前から』で主演した。
所属事務所は2008年6月 - 2012年6月までサンミュージックブレーン、その後フリー期間を経て2013年7月よりオールウエイズに所属している。
2017年10月24日、2度目の結婚。妊娠していることをブログで報告した。11月25日、男児を出産。

## 出演

### テレビドラマ
- イタズラなKiss（テレビ朝日）- 林理美 役
- ストーカー・誘う女（TBS）
- ロマンス（日本テレビ）
- 名探偵保健室のオバさん（テレビ朝日）
- 平成夫婦茶碗（日本テレビ）
- 南町奉行事件帖 怒れ!求馬（TBS）
- お仕事です!（フジテレビ）
- じんべえ（フジテレビ）
- 黒い瞳（テレビ朝日）
- 少年15才（テレビ朝日）
- 女借金取りVS買いまくる女 新宿ホスト殺人事件（TBS）
- 金曜エンタテイメント 地獄の花嫁 1（フジテレビ）
- シリーズ恐怖夜話 episode1 GHOST GATE（サンテレビほか）
- 葵 徳川三代（NHK）
- ドラマDモード「はっぴぃ・ウェディング」（NHK）
- めだか（フジテレビ）
- 恋におちたら〜僕の成功の秘密〜（フジテレビ）
- 女王の教室（日本テレビ）
- 有閑倶楽部（日本テレビ）
- 斉藤さん（日本テレビ）
- ハンチョウ〜神南署安積班〜（第2話ゲスト、TBS）
- 月に祈るピエロ（中部日本放送）
- 科捜研の女 第13シリーズ（第9話、テレビ朝日） - 飯塚遥子 役
- 金曜プレステージ「ヤバい検事 矢場健〜ヤバケンの暴走捜査〜3」（フジテレビ） - 中西美奈子 役
- 土曜ワイド劇場「温泉 (秘) 大作戦14」（朝日放送） - 及川千恵 役
- 土曜ワイド劇場「法医学教室の事件ファイル38」（テレビ朝日） - 桐島桜 役

### バラエティ番組
- 天使のU・B・U・G（フジテレビ）
- 出動!ミニスカポリス（テレビ東京）
- ナイナイナ（テレビ朝日）
- DADAダバンプ（TBS）
- 笑人笑人!（TBS）
- インディーウォーズ（日本テレビ）

### CM
- 森永乳業『サンキスト』
- コカ・コーラ『スプライト』
- 餓狼伝説2（タカラ）　不知火舞役※JICC出版局から発行された攻略本のカバーにも宮内の写真が使用された。
- よみうりランド（ポスター）
- AGF『ブレンディ挽きたてカフェ』
- デジタルツーカー『スカイワープ』
- 法務省『人権問題』
- マツダ『マツダ・デミオ』（ラジオ）
- 東北電力『キイテミテ・集合住宅（30秒）』
- 日産自動車『webショートムービー（＃02 ごっつぁんです」の巻）』
- NTT東日本『webCM（フレッツ光 光タクシーを探せ！）』

### Vシネマ
- もうひとつの原宿物語
- セーラー服物語
- 好き・すき・スキ!
- カメレオン
- 厄災仔寵（1999年） - 仔寵役
  - 厄災仔寵 死神たちの罠
  - 厄災仔寵2 悪霊たちの学園篇
- ウルトラセブン 果実が熟す日 - レモジョ星系人・サエコ役
- 任侠沈没（2011年） - わらしべ一家親分 女壺振り師 わらしべお蝶
- 日本統一9-15・18・20（2015年 - 2017年） - 朱美

### 映画
- BAGY-BABY - カコ 役
- ブランク - ヒロイン・美奈 役
- わたしのグランパ - ブティック店員 役
- Border Line - 相川美和 役
- ザクロ - 娘 役
- エッチを狙え!－イヌネコ。（2009年） - 初主演映画
- 後ろから前から（2010年） - 桃子 役
- アンダンテ 〜稲の旋律〜（2010年） - 吉原冴子 役
- 月光ノ仮面
- 新・SとM 劇場版（2013年）

### 舞台
- 東京
- ひらり空中分解
- 25:00
- コックは踊る
- 男のエロチィックサドンデス
- LUCKY HORAA SHOW!!V
- 悪役商会プロデュース「婆ちゃん」
- 東京パープルパンダ「冬の夜空はアリゾナ州」「カタルシス、そして」

### ラジオ
- 声の文庫本（文化放送）
- NISSAN あ、安部礼司〜BEYOND THE AVERAGE（JFN系）神尾結衣子、ぽんじょ まなみ、夏野めろん役

## 作品

### 写真集
- 素肌の制服（1993年12月19日、英知出版、撮影：荒木英仁）
- エバーグリーン（1994年5月、音楽専科社、撮影：木村晴）ISBN 978-4900343658
- 出来事（1995年7月、ワニマガジン社、撮影：安達尊）ISBN 978-4898292372
- 超ショック!（1996年12月、ワニマガジン社、撮影：永利隆之）ISBN 978-4898292488
- 恋する躰（1997年9月、近代映画社、撮影：木村直軌）ISBN 978-4764818347
- coco（2009年8月26日、ワニブックス、撮影：渡辺達生）ISBN 978-4847041976

### イメージビデオ・DVD
- 制服を脱いで（1994年、笠倉出版社）
- 美少女ファイル12 ドキドキさせてよ!（1995年、芳友メディアプロデュース）
- ファイナル・ビューテイー（1996年、竹書房）
- T-Trip（2009年）
- petit somme（2009年）
- beautiful body around40!（2013年）
- Love Connection（2014年、竹書房）
- あいしてる？（2016年、イーネットフロンティア）
- お姉さんだけど（2016年、グラビジョン）
- Another Story（2017年、ファインピクチャーズ）